# Viola yamatsutai
Viola yamatsutai är en violväxtart som beskrevs av Ishidoya. Viola yamatsutai ingår i släktet violer, och familjen violväxter. Inga underarter finns listade i Catalogue of Life.